# Санта-Мария-ла-Карита
Санта-Мария-ла-Карита (итал. Santa Maria la Carità ) — город в Италии, располагается в регионе Кампания, в провинции Неаполь.
Население составляет 11 708 человек (на 2012 г.), плотность населения составляет 2979,13 чел./км². Занимает площадь 3,93 км². Почтовый индекс — 80050. Телефонный код — 081.
Покровителем коммуны почитается Пресвятая Богородица (Santa Maria della Carità), празднование 2 июля и 21 ноября.